# Antonio Cermeño
Antonio Cermeño, becenevén El Coloso, (született Antonio José Verdú Cermak) (Río Chico, 1969. március 6. – 2014. február 25.) kétszeres világbajnok venezuelai profi ökölvívó. 2006-ban vonult nyugdíjba 45-7-es mérleggel.

## Karrierje
Cermeno 1990 és 2006 között volt aktív profi ökölvívó. Ez idő alatt 45 győzelmet aratott, és csak 7-szer kapott ki. Pályája csúcsán, 1995–1997 között a WBA kispehelysúlyú, 1998–1999-ben pedig a WBA pehelysúlyú bajnoka volt.

## Halála
Antonio Cermeñot három másik személlyel együtt 2014. február 24-én rabolták el a Caracas keleti részén lévő La Urbina környékéről. Túsztársainak az egyik benzinkútnál sikerült megszökniük, de Cermeño a rablók fogságában maradt. Őt a következő reggel találták meg holtan egy másik autópályán.